# Windy City Bulls 2018-2019
La stagione 2018-19 dei Windy City Bulls fu la 3ª nella NBA D-League per la franchigia.
I Windy City Bulls arrivarono secondi nella Central Division con un record di 27-23. Nei play-off persero al primo turno con i Westchester Knicks (1-0).

## Roster
|    | Naz.                   | Ruolo | Sportivo            | Anno | Alt. | Peso |  |
| -- | ---------------------- | ----- | ------------------- | ---- | ---- | ---- |  |
| 0  | Stati Uniti (bandiera) | G     | Tyler Ulis          | 1996 | 178  | 68   |  |
| 1  | Stati Uniti (bandiera) | A     | JaKarr Sampson      | 1993 | 203  | 101  |  |
| 2  | Stati Uniti (bandiera) | G     | Joe Kilgore         | 1993 | 196  | 86   |  |
| 3  | Stati Uniti (bandiera) | G     | Rodney Pryor        | 1992 | 196  | 93   |  |
| 5  | Stati Uniti (bandiera) | A     | C.J. Fair           | 1991 | 203  | 103  |  |
| 7  | Stati Uniti (bandiera) | A     | Dikembe Dixson      | 1996 | 201  | 91   |  |
| 7  | Stati Uniti (bandiera) | G     | Tiwian Kendley      | 1995 | 196  | 86   |  |
| 7  | Stati Uniti (bandiera) | A     | Tre'Darius McCallum | 1995 | 201  | 100  |  |
| 8  | Stati Uniti (bandiera) | G     | Jon Octeus          | 1991 | 193  | 77   |  |
| 9  | Stati Uniti (bandiera) | G     | Antonio Blakeney    | 1996 | 193  | 89   |  |
| 11 | Stati Uniti (bandiera) | G     | Mychal Mulder       | 1994 | 193  | 83   |  |
| 12 | Stati Uniti (bandiera) | A     | Kyle Washington     | 1993 | 206  | 102  |  |
| 13 | Stati Uniti (bandiera) | A     | V.J. Beachem        | 1995 | 203  | 91   |  |
| 14 | Stati Uniti (bandiera) | A     | Karrington Ward     | 1993 | 196  | 86   |  |
| 14 | Stati Uniti (bandiera) | G     | Thomas Wilder       | 1995 | 191  | 84   |  |
| 17 | Stati Uniti (bandiera) | A     | Ferrakohn Hall      | 1990 | 203  | 100  |  |
| 20 | Stati Uniti (bandiera) | G     | Rawle Alkins        | 1997 | 196  | 102  |  |
| 21 | Stati Uniti (bandiera) | A     | Kaiser Gates        | 1996 | 203  | 103  |  |
| 25 | Stati Uniti (bandiera) | G     | Walt Lemon          | 1996 | 191  | 82   |  |
| 44 | Stati Uniti (bandiera) | G     | Brandon Sampson     | 1997 | 196  | 83   |  |
|    | Stati Uniti (bandiera) | AC    | Jameel McKay        | 1992 | 206  | 96   |  |

## Staff tecnico
- Allenatore: Charlie Henry
- Vice-allenatori: Henry Domercant, Jannero Pargo, Ben Uzoh